# Thời báo Hoàn Cầu
Thời báo Hoàn Cầu (giản thể: 环球时报; phồn thể: 環球時報; bính âm: Huánqiú Shíbào, Hán Việt: Hoàn Cầu Thời báo), trước đây từng có tên là Hoàn Cầu Văn đàn (环球文萃), là một nhật báo khổ nhỏ tại Trung Quốc, tờ báo này được quản lý bởi Nhân dân Nhật báo, cơ quan ngôn luận chính thức của Đảng Cộng sản Trung Quốc,. Đúng như tên gọi, tờ báo tập trung chủ yếu vào các vấn đề quốc tế. Tên của nhật báo trên phiên bản tiếng Anh là Global Times.
Tờ báo phát hành hàng ngày, và có 2 phiên bản: Tiếng Trung và tiếng Anh.

## Lịch sử
Bản tiếng Trung của Thời báo Hoàn Cầu được phát hành vào ngày 3 tháng 1 năm 1993, sau đó bản tiếng Anh được ra mắt vào ngày 20 tháng 4 năm 2009, và được cho là một phần trong một chiến dịch của Trung Quốc trị giá 45 tỷ Nhân dân tệ (6,6 tỷ Đô la Mỹ) để cạnh tranh với truyền thông hải ngoại. Trong khi bản tiếng Trung tập trung nhiều hơn vào vấn đề quốc tế, dường như bản tiếng Anh đưa nhiều thông tin về Trung Quốc hơn.
Bản tiếng Anh của Thời báo Hoàn Cầu có hai phụ trang địa phương, Metro Beijing Lưu trữ ngày 4 tháng 6 năm 2011 tại Wayback Machine từ tháng 9 năm 2009 và Metro Shanghai Lưu trữ ngày 6 tháng 6 năm 2011 tại Wayback Machine từ tháng 4 năm 2010, lần lượt tại hai đại đô thị Bắc Kinh và Thượng Hải để cung cấp thêm thông tin cho độc giả. Tờ báo có hơn 350 phóng viên, cộng tác viên đặc biệt tại hơn 90 quốc gia và vùng lãnh thổ trên toàn thế giới.
Hoàn Cầu Thời báo gây sự chú ý rộng rãi của các phương tiện truyền thông quốc tế, được các hãng thông tấn AP, Reuters, AFP, Kyodo News biên dịch và phân phối thông qua bản thảo, và đã được các tờ báo hàng đầu thế giới đăng lại. Hiện Hoàn Cầu Thời báo có 5 trung tâm phân phối tại Bắc Kinh, Thượng Hải, Quảng Châu, Tây An và Vũ Hán.

## Chủ trương và biên tập
Mặc dù được quản lý bởi Nhân dân Nhật báo, cơ quan ngôn luận chính thức của Đảng Cộng sản Trung Quốc, nhưng xu hướng của báo Hoàn Cầu lại là một tờ báo đại chúng và ý kiến của báo không nhất thiết là quan điểm cho thấy chính sách của chính phủ . Hoàn Cầu Thời báo khác với những tờ báo khác của Trung Quốc, một phần thông qua phương pháp tiếp cận truyền thông qua việc cổ xúy tinh thần dân tộc, và thường tạo đề tài tranh luận. Phiên bản tiếng Trung của Thời báo Hoàn Cầu được mô tả là thường ủng hộ mạnh mẽ hệ thống chính trị và chính quyền trong nước, và rất có sức hút với những độc giả có tư tưởng theo chủ nghĩa dân tộc, còn phiên bản tiếng Anh của tờ báo được mô tả là có cách tiếp cận vấn đề tế nhị, nhẹ nhàng hơn.

## Độc giả
Thời báo Hoàn Cầu nhắm tới đối tượng độc giả là giới trẻ, công chức, quản lý doanh nghiệp, công nhân cổ cồn trắng và các chuyên gia, các nhóm này chiếm tới 89% tổng số độc giả, cho thấy độc giả của tờ báo nói chung có học vấn cao, thu nhập cao. Ngoài ra, "Thời báo Hoàn Cầu" cung cấp 100.000 bản trên một số chuyến bay trong nước và quốc tế. Độc giả đã đặt cho tờ báo danh hiệu "tờ báo tin tức thể hiện uy tín quốc gia", độc giả nam chiếm ưu thế với 65,3%, 79% độc giả ở độ tuổi 22-44 (sinh viên, cử nhân, hoặc cao hơn).